# کنوانسیون ملی حقوق زنان
کنوانسیون ملی حقوق زنان (انگلیسی: National Women's Rights Convention) یک سری از جلسات سالانه بود که دیدگاه جنبش حقوق اولیه زنان در ایالات متحده را افزایش داد. کنوانسیون ملی حقوق زنان که اولین بار در سال ۱۸۵۰ در ووستر، ماساچوست تشکیل شد، رهبران مرد و زن را به هم پیوند داد و حمایت گسترده طرفداران نهضت مخالفت با مصرف الکل و مخالفان برده داری را به خود اختصاص داد. در این کنوانسیون برای حقوق مساوی، فرصت‌های شغلی و آموزشی، حق مالکیت زنان، رفرم در قوانین ازدواج و محبت سخنرانی می‌شد. در میان نگرانی‌هایی که در کنوانسیون مطرح می‌شد، تصویب قوانین برای حق رأی زنان بود.

## پیشینه

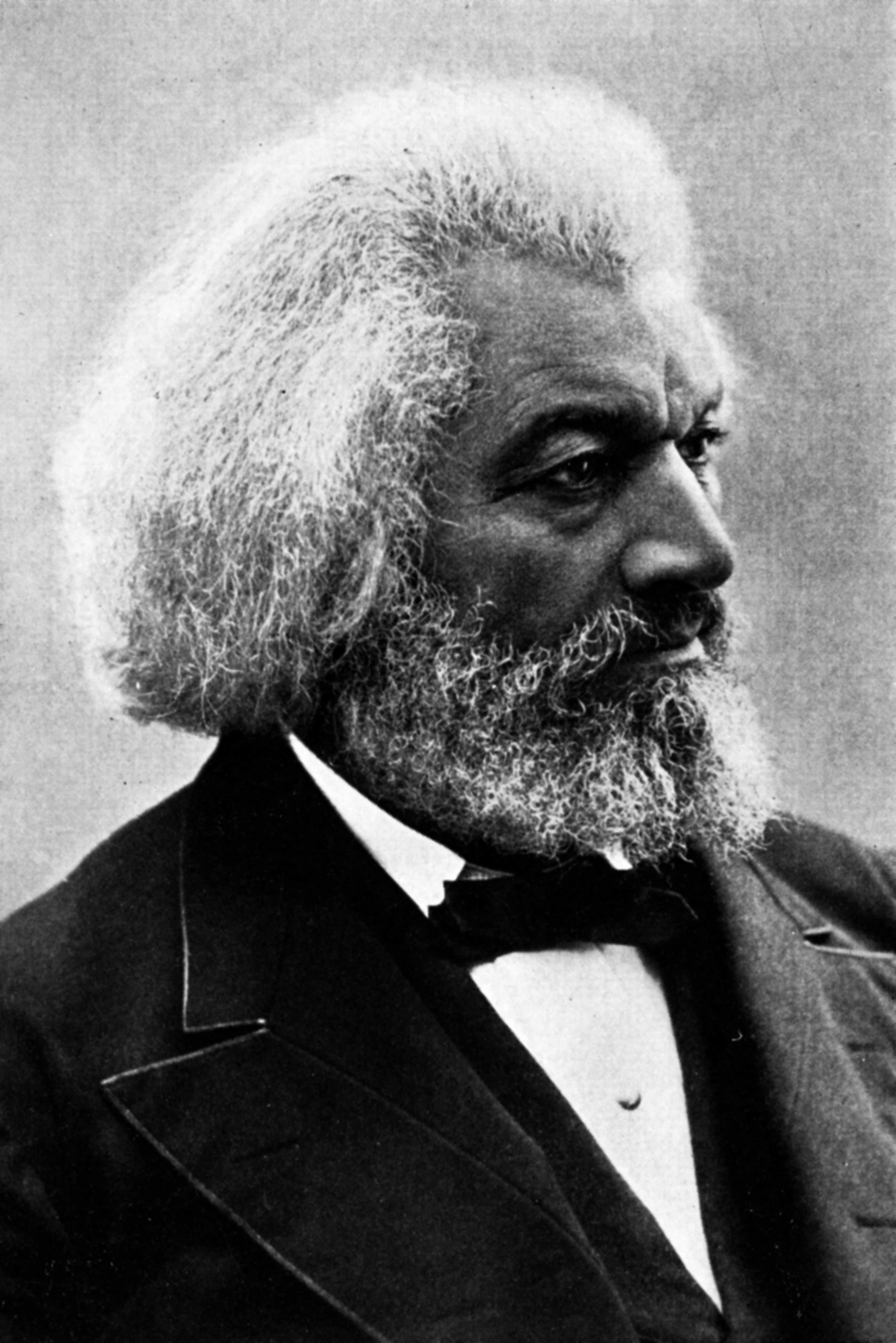
فردریک داگلاس به شدت حامی حق رای زنان بود.

### کنوانسیون سنکا فالز
در سال ۱۸۴۰، لوکرشیا مات و الیزابت کدی استانتون همراه با همسران خود برای اولین کنوانسیون جهانی ضد برده داری به لندن سفر کردند، اما آنها به دلیل زن بودن مجاز به شرکت در این کنوانسیون نبودند. مات و استانتون در آنجا به دوستانشان پیوستند و با هم به توافق رسیدند که یک کنوانسیون مستقل برای تقویت حقوق زنان ایجاد کنند. تا تابستان سال ۱۸۴۸، مات، استانتون و سه زن دیگر، کنوانسیون سنکا فالز، اولین کنوانسیون حقوق زنان را سازمان دادند. در طی دو روز حدود ۳۰۰ نفر از جمله حدود ۴۰ مرد حضور داشتند. قطعنامه مربوط به حق رأی برای زنان باعث اختلاف شد، تا اینکه فردریک داگلاس با سخنرانی پرشور خود به نفع تصویب بیانیه انتخاباتی رای داد. متعاقباً صد نفر از طرفین اعلامیه را امضا کردند.

## دیگر کنوانسیون‌های حقوق اولیه زنان
امضا کنندگان این بیانیه امیدوار بودند که «مجموعه ای از کنوانسیون‌ها، در هر بخشی از کشور» برگزار شود. به علت شهرت و توانایی لوکرشیا مات، برخی از شرکت کنندگان در کنوانسیون سنکا فالز، دو هفته بعد یک نشست منطقه ای دیگر برگزار کردند، کنوانسیون حقوق زنان روچستر ۱۸۴۸ شامل بسیاری از سخنرانان همان کنوانسیون اولیه بود. اولین کنوانسیون حقوق زنان که در سراسر کشور برگزار می‌شود، کنوانسیون زنان اوهایو در سالم در سال ۱۸۵۰ بود.